# Puma concolor concolor
Il puma dell'America meridionale (Puma concolor concolor Linnaeus, 1771), noto anche come leone di montagna delle Ande o semplicemente puma, è una delle due sottospecie riconosciute di puma.

## Tassonomia
Felis concolor venne proposto da Linneo nel 1771 per il tipo nomenclaturale del puma, originario della Guyana francese.
Da allora, diversi esemplari di puma del Sudamerica sono stati classificati come:
- Puma concolor puma proposto da Juan Ignacio Molina nel 1782 per un esemplare del Cile;[7]
- Puma concolor cabrerae proposto da Reginald Innes Pocock nel 1940 per un esemplare della provincia di La Rioja, Argentina;[8]
- Puma concolor capricornensis proposto da Edward Alphonso Goldman nel 1946 per un esemplare del Brasile.[9]

Tutte queste specie vengono considerati sinonimi di Puma concolor concolor.

## Descrizione
Le femmine pesano 50 kg mentre i maschi più grande pesano circa 80 kg, crescono fino a 60-90 centimetri di altezza alle spalle e fino a 200-240 cm di lunghezza, dal naso alla punta della coda. La sua coda misura 63-95 centimetri di lunghezza.
Il puma sudamericano è di un colore (concolor significa un colore), che di solito è bruno fulvo o bruno-rossastro. Ha macchie più chiare sul ventre, sul mento e sulla gola. Ha una testa arrotondata e un corpo lungo e snello con potenti quarti anteriori, zampe anteriori più grandi e grandi zampe. Ha quattro artigli retrattili su ciascuna zampa posteriore (posteriore) e cinque artigli retrattili sulle zampe anteriori (zampe anteriori), ma uno è uno sperone (cifra). Gli artigli retrattili possono estendersi e ritrarsi, proteggendoli con una guaina di pelle quando non vengono utilizzati.

## Distribuzione
Questa sottospecie è diffusa in America meridionale, dalla Colombia e Venezuela a Perù, Brasile, Argentina e Cile.

## Habitat
Abitano in ecoregioni steppiche arbustive, fitti boschi e montagne, e sono più facilmente individuabili nel Parco Nazionale Torres del Paine, dove c'è una densità particolarmente elevata. A Torres del Paine, maschi e femmine hanno aree domestiche sovrapposte fino a 40 miglia quadrate.

## Ecologia
Si aggirano per le falesie rocciose e le foreste, sono notturni estremamente abili, con un senso dell'olfatto e dell'udito molto sviluppato. Questi carnivori cacciano animali sia grandi che piccoli, inclusi uccelli come nandù minori e oche di montagna, piccoli mammiferi come roditori e lepri, cervi e occasionalmente bestiame domestico.
La preda preferita dei puma sono i guanachi e, essendo predatori che tendono agguati, inseguono le loro vittime prima di balzare con un potente balzo e assicurarsi il pasto con un morso fatale al collo. Sebbene i puma cacciano da soli, è stato registrato che condividono le prede tra loro.
Il puma comunica con varie vocalizzazioni, come ringhi, sputi, ringhi, fischi, cinguettii, miagolii e sibili.
Sono animali solitari e si incontrano solo durante la stagione degli accoppiamenti.
La femmina rimane incinta per circa 91 giorni prima di dare alla luce 1-6 piccoli vivi, chiamati cuccioli. I cuccioli nascono macchiati e con occhi azzurri. Solo la madre si prende cura dei cuccioli. Rimangono con la madre per circa due anni prima di diventare indipendenti.
La loro aspettativa di vita in natura è di 8-13 anni.